# Anticarsia subsignata
Anticarsia subsignata là một loài bướm đêm trong họ Erebidae.